# Айнтапская епархия
Айнтапская (Айнтабская) епархия Киликийского патриархата Армянской Апостольской церкви (арм. Հայ Առաքելական եկեղեցու Կիլիկիայի պատրիարքության Այնթափի թեմ) — упразднённая после Геноцида армян 1915 года епископская епархия Армянской Апостольской церкви бывшая в составе Киликийского патриархата с центром в городе Айнтап (сегодня это город Газиантеп).
В юрисдикцию Айнтапской епархии входили территории Айнтапской и Килисской каз Османской империи. По данным на 1911 год количество верующих Армянской Апостольской церкви — 30.000, общин — 4, также верующих армян-протестантов — 4.000, верующих Армянской Католической церкви — 1.000. 
Епархия имела 6 церквей.